# Леополд фон Херберщайн
Леополд фон Херберщайн (на немски: Leopold, Freiherr von Herberstein; † 1606) е австрийски благородник, фрайхер на Херберщайне, генерал-фелдмаршал, главен военачалник, президент на дворцовия военен съвет.

## Произход
Той е син на фрайхер Георг VI фон Херберщайн (* 18 юли 1501; † 18 септември 1560) и съпругата му Барбара Шрот фон Киндберг († 1532), дъщеря на Ахац Шрот фон Киндберг († 1550) и Катерина фон Вайсшприах. Брат е на фрайхер Георг Руперт фон Херберщайн († 1612). Внук е на Георг IV фон Херберщайн (* 1469; † 4 март 1528) и Маргарет фон Ротал († 14 октомври 1518). Потомък е на Ото I ван Херберщайн (* ок. 1288; † 1338).

## Фамилия
Леополд фон Херберщайн се жени 1564 г. в Триест, Италия, за Юлия ди Мадруцо († сл. 1568), дъщеря на Николас II ди Мадруцо и Кватри Викариати, капитан на Рока ди Рива († 23 декември 1572) и контеса Дина д' Арко (* 16 октомври 1499; † 22 февруари 1551). Те имат една дъщеря:
- Естер-Елизабет фон Херберщайн († сл. 3 март 1612), омъжена пр. 17 септември 1596 г. за граф Йохан Вилхелм фон Хардег-Глац († 1635), син на граф Зигизмунд II фон Хардег (1539 – 1599) и Магдалена фон Вид († 1606); родители на:
  - Йохана Сузана фон Хардег-Глац-Махланде († сл. 10 декември 1635 или 1639), омъжена на 9 септември 1621 г. за втория ѝ братовчед граф Юлиус III фон Хардег (1594 – 1684)